# 華川村
華川村（はなかわむら）は茨城県多賀郡にかつて存在した村である。

## 地理
- 現在の北茨城市の西部に位置する。
- 村域は多賀山地に位置し、山がちな地形が多い。
- 村内には花園川が流れる。

## 歴史

### 村域の変遷
- 1889年（明治22年）4月1日 - 町村制施行により、下相田村・車村・中妻村・上小津田村・下小津田村・小豆畑村・臼場村・花園村が合併し多賀郡華川村が発足。
- 1955年（昭和30年）4月1日 - 華川村は磯原町と合併し磯原町が発足。華川村は消滅。

変遷表
| 1868年 以前 | 1868年 以前 | 明治元年   | 明治22年 4月1日 | 昭和30年 4月1日 | 昭和31年 3月31日         | 現在     |
| ----------- | ----------- | ---------- | --------------- | --------------- | ------------------------ | -------- |
|             | 下相田村    | 下相田村   | 華川村          | 磯原町          | 茨城市 即日改称 北茨城市 | 北茨城市 |
|             | 車村        |            | 華川村          | 磯原町          | 茨城市 即日改称 北茨城市 | 北茨城市 |
|             | 中妻村      |            | 華川村          | 磯原町          | 茨城市 即日改称 北茨城市 | 北茨城市 |
|             | 小津田村    | 上小津田村 | 華川村          | 磯原町          | 茨城市 即日改称 北茨城市 | 北茨城市 |
|             | 小津田村    | 下小津田村 | 華川村          | 磯原町          | 茨城市 即日改称 北茨城市 | 北茨城市 |
|             | 小豆畑村    |            | 華川村          | 磯原町          | 茨城市 即日改称 北茨城市 | 北茨城市 |
|             | 臼場村      |            | 華川村          | 磯原町          | 茨城市 即日改称 北茨城市 | 北茨城市 |
|             | 花園村      |            | 華川村          | 磯原町          | 茨城市 即日改称 北茨城市 | 北茨城市 |

## 大字
- 下相田（しもそうだ）
- 車（くるま）
- 中妻（なかつま）
- 上小津田（かみこつだ）
- 下小津田（しもこつだ）
- 小豆畑（あずはた）
- 臼場（うすば）
- 花園（はなぞの）

## 人口・世帯

### 人口
総数 [単位： 人]
| 1891年（明治24年） | 2,274 |
| 1902年（明治35年） | 2,364 |
| 1920年（大正 9年） | 6,778 |
| 1935年（昭和10年） | 4,917 |
| 1947年（昭和22年） | 6,850 |
| 1950年（昭和25年） | 7,580 |

### 世帯
総数 [単位： 世帯]
| 1920年（大正 9年） | 1,675 |
| 1935年（昭和10年） | 1,097 |
| 1947年（昭和22年） | 1,426 |
| 1950年（昭和25年） | 1,537 |